# Альвізе I Моченіго
Альвізе I Моченіго (італ. Alvise I Mocenigo) — 85-й венеційський дож у 1570—1577 роках.

## Біографія
Належав до «нового патриціату». Старший син Томмазо Моченіго з гілки Сан-Стае, прокуратора Святого Марка, і Лукреції Марчелло. Він був дуже вправним у академічних предметах і був шанувальником класичних старожитностей. 1532 року призначається Великою радою на савіо аль-ордіні, де він переважно займався орендою вантажних місць для щорічних муди (корабельних конвоїв). Обіймав цю посаду з невеликими перервами до 1538 року. 1533 року оженився на Лоредані Марчелло, яка походила з іншої гілки родини, ніж його мати. 
У 1539—1540 роках був капітаном (командувачем залоги) Віченци. У 1544 роках був членом декількох дорадчих органів. 1545 року призначається послом до імператора Карла V. Він супроводжував імператора в його походах до 3 червня 1548 року. Моченіго особисто брав участь у деяких битвах, зокрема під Мюльбергом 24 квітня 1547 року. З одного боку, Моченіго захоплювався імператором, але з іншого — боявся його як небезпечного супротивника Венеції. У своєму заключному звіті він описує імператора як напрочуд сором'язливу людину, яку мучив надмірний апетит і тривожність, але водночас як великого імператора, що виявляв свої найкращі якості в мирний час, але міг бути жорстоким і цинічним на війні. У 1549—1552 роках був членом «мудрих материка» (відповідав за північноіталійські володіння Республіки)
1551 року призначено верховним проведитором фортець (відповідальним за будівництво фортець). У 1552—1554 роках стає подестою Креми. 1554 року увійшов до Ради десяти. 2 жовтня 1555 року він став членом комісії, якій було доручено побудувати Сходи Велетнів у Палаці дожів. 5 січня 1556 року його було обрано байло Константинополя, але 30 червня того ж року він став верховним проведитором з санитораії, що дало йому обов'язки у сфері запобігання епідеміям. У 1556—1557 роках був у дорадчих органах, що опікували північноіталійськими землями та Венеційською лагуною. 1557 року призначається послом до папи римського Павла IV. 
1560 року стає подестою Падуї. Він залишався там до квітня 1562 року, займаючись переважно чварами між знаттю та голодом, що охопив провінцію. У 1562—1563 роках був членом Ради десяти, у 1563—1564 роках — Малої ради. 1564 року призначається разом із Маріно Каваллі послом до нового імператора Максиміліана II. 1565 року стає прокуратором de ultra Святого Марка та проведитором оборони Фріулі. 1566 року обирається головою Ради десяти. 

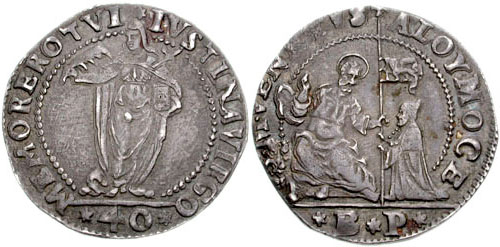
«Джустіна» (медаль-монета) Альвізе I Моченіго

У 1567 році він був кандидатом на виборах дожа, але програв П'єтро Лоредану. Він знову брав участь у виборах після смерті останнього і був обраний дожем Венеції 15 травня 1570 року. 
На момент його сходження на престол Османська імперія готувалася до війни проти Венеції: вона спалахнула у 1570 році, і 1571 року Венеція остаточно втратила фортеці Нікосія та Фамагуста на Кіпрі. У відповідь Венеція вступила до антиосманського союзу, який ініціював папа римський Пій V. Незважаючи на перемогу християнської коаліції в битві при Лепанто 7 жовтня, Венеція була змушена підписати невигідний для неї мирний договір з турками 7 березня 1573 року, за яким вона визнала втрату Кіпру та зобов'язалася виплатити 300 тис. дукатів протягом 3 років задля збереження торгівельних привілеїв в Османській імперії. Тим не менш, Венеція зазнала серйозних втрат у торгівлі зі Сходом, оскільки султан однаково надавав перевагу голландським, французьким та англійським купцям. Через одночасне зростання океанської торгівлі через атлантичні порти Іспанії, Португалії та Франції Венеція остаточно опинилася в економічній скруті.

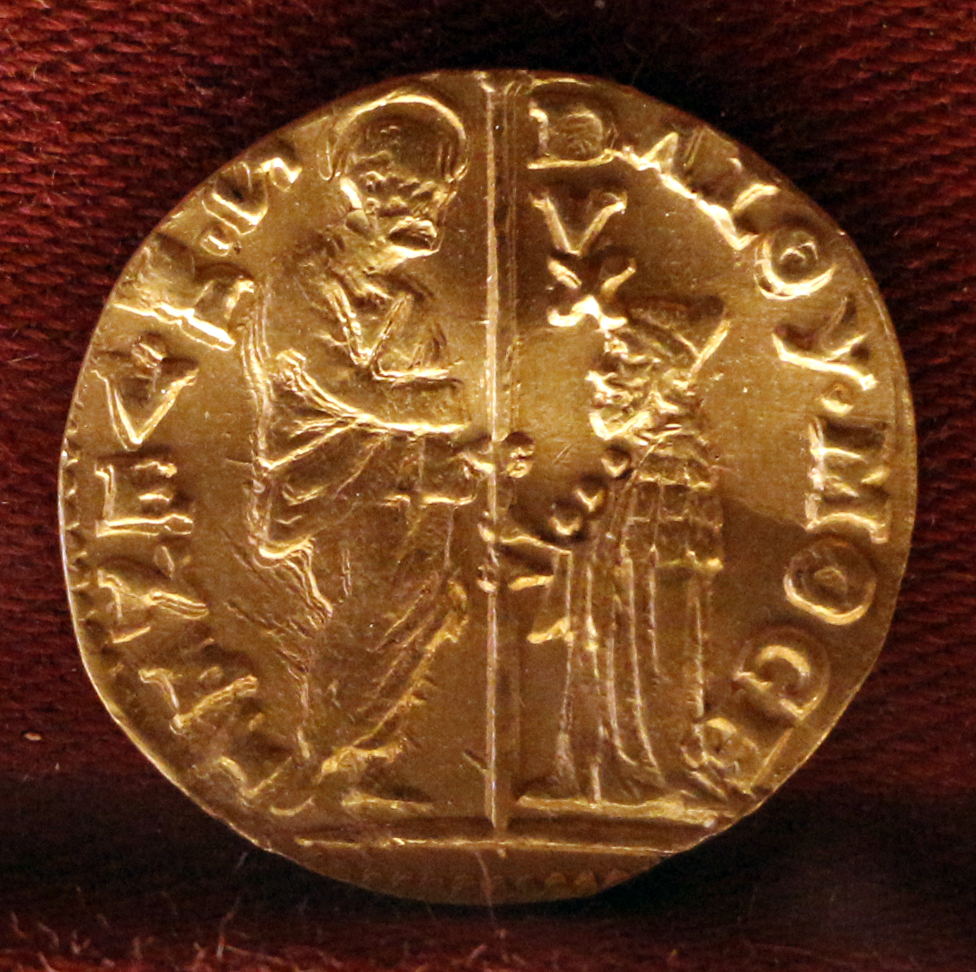
Цехін Альвізе I Моченіго

Невдовзі виникли проблеми через ускоків, яких підтримував імператор Священної Римської імперії, а також повстання в південній Далмації проти венеційської влади. Султан активно сприяв розвитку торгівлі Дубровницької республіки, що стала значним конкурентом.
11 травня 1574 року пожежа знищила палац дожів. З 18 до 27 липня 1574 року урочисто зустрів Генріха Валуа, короля Речі Посполитої, що втік з цієї держави задля корони Франції. Перстень, який Генріх подарував дожу, став державною власністю, оскільки подарунки від іноземних могутніх осіб дожу було заборонено.
наприкінці 1574 року стався потужний паводок. У 1575 році вирувала епідемія чуми (померло чверть населення північноіталійських володінь Венеції), 1576 року — малярії. 1577 року знову палав палац дожів.
Помер 27 листопада 1577 року. Його було поховано в базиліці Сан-Джованні-е-Паоло.